# 521
El 521 (DXXI) fou un any comú començat en divendres del calendari julià.

## Esdeveniments
- Imperi Romà d'Orient: Justinià esdevé cònsol durant el regnat del seu oncle, Justí I.[1]